# Przemko van Ścinawa
Przemko van Ścinawa (circa 1265/1271 - Siewierz, 26 februari 1289) was van 1278 tot 1284 hertog van Żagań en van 1284 tot 1289 hertog van Ścinawa. Hij behoorde tot de Silezische tak van het huis Piasten.

## Levensloop
Hij was de derde zoon van hertog Koenraad I van Glogau en Salomea van Groot-Polen.
Na de dood van zijn vader erfde zijn oudste broer Hendrik III het hertogdom Glogau. In 1278 verdeelde Hendrik III het hertogdom tussen hem en zijn twee jongere broers. Hendrik III zelf behield het gebied rond Glogau, terwijl Koenraad II het gebied rond Ścinawa en Przemko het gebied rond Żagań erfde. Omdat Przemko nog minderjarig was, werd zijn oudste broer Hendrik III vermoedelijk regent. 
In 1284 wisselden Przemko en Koenraad II van hertogdommen: Przemko nam het bestuur van het hertogdom Ścinawa over en stond Żagań af aan Koenraad II en omgekeerd. Tijdens zijn regering richtte Przemko de stad Priebus en schonk hij het dorp Wińsko stadsrechten.
In 1288 overleed groothertog Leszek II van Polen, waarna hertog Hendrik IV van Silezië met de steun van de Duitstalige burgerij van Krakau tot groothertog van Polen verkozen werd. Wladislaus de Korte en hertog Bolesław van Płock eisten echter ook de titel op en begonnen een oorlog tegen Hendrik IV. Hendrik III van Glogau koos de zijde van Hendrik IV en vocht samen met Przemko aan zijn zijde. Przemko zelf behoorde tot de reservetroepen aangevoerd door hertog Bolko I van Opole, die op 26 februari 1289 in de slag bij Siewierz een zware nederlaag leden tegen de troepen van Wladislaus de Korte en Bolesław van Płock. Bij deze veldslag kwam Przemko zelf om het leven. 
Omdat hij ongehuwd en kinderloos overleed, ging zijn hertogdom naar zijn oudste broer Hendrik III.